# Aulacophora cucullata
Aulacophora cucullata là một loài bọ cánh cứng trong họ Chrysomelidae. Loài này được Blackburn miêu tả khoa học năm 1896.